# - (album)
Pour les articles homonymes, voir -.
Albums de Ed Sheeran
=
(2021) Autumn Variations
(2023)
Singles
1. Eyes Closed
Sortie : 24 mars 2023
2. Boat
Sortie : 21 avril 2023

- (« subtract ») est le sixième album studio du chanteur Ed Sheeran, sorti en 2023 chez Asylum Records et Atlantic Records.

## Historique
Ed Sheeran a annoncé le titre de l'album, la tracklist et la date de sortie le 1er mars 2023 sur toutes les plateformes de médias sociaux,,. Il a également annoncé une mini-tournée européenne du 23 mars au 2 avril, pour compléter la sortie du premier single de l'album. Il a été produit et co-écrit par Aaron Dessner du groupe de rock indépendant The National, qui a également produit les albums de Taylor Swift, Folklore et Evermore, tous deux sortis en 2020. Sheeran et Dessner ont écrit plus de trente chansons ensemble au cours d'une session en studio d'un mois, qui a finalement été réduite aux quatorze titres de l'album,. - sert de dernier album sur le thème mathématique de Sheeran. Le 29 avril 2023, Sheeran a annoncé une série de concerts privés en Amérique du Nord dans le cadre d'une mini tournée pour l'album.

## Accueil commercial
L'album ne rencontre pas le même succès que les albums précédents. Il chute rapidement dans les classements de la plupart des pays. En quatrième semaine, il n'occupe que la 51e place en Espagne et la 16e place en Irlande. En cinquième semaine, il n'est plus que 49e aux États-Unis, 26e au Danemark, 23e en Allemagne et au Canada (mais Eyes Closed reste classé dans le top 10 canadien et est le titre le plus diffusé en radio), 16e en Autriche. En sixième semaine, il occupe la 74e place en Italie et la 47e en Suède, passe de la 15e à la 35e place en France (derrière Equals, 32e) et de la 10e à la 20e place au Royaume-Uni. Il n'est resté depuis sa sortie que 5 semaines consécutives dans le « top 10 » britannique, ce qui tranche avec la longévité des albums précédents (32 semaines pour le premier album, 74 semaines pour X, 76 semaines pour Divide, 35 semaines pour No.6 Collaborations Project et 68 semaines pour Equals). Il ne reste que dix semaines dans le « top 40 » (contre 97 semaines pour Equals) et 17 semaines dans le « top 75 » alors que Divide, en septembre 2023, n'a toujours pas quitté le « top 75 », après 340 semaines de présence. En Australie, l'album ne reste aussi que 5 semaines dans le top 10 à partir de sa sortie. En 7e semaine, l'album n'est plus dans ce pays que 29e, derrière Divide, 27e. La chute est moins forte aux Pays-Bas, où il ne quitte le top ten que dans sa dixième semaine, passant de la 7e à la 11e place. 
L'album est certifié or dans quelques pays comme le Royaume-Uni (mai 2023) ou le Canada (octobre 2023). Il est certifié certifié or en France en janvier 2024, pour 50 000 équivalents-ventes, plus de 8 mois après sa sortie.

## Liste des titres
| No  | Titre                  | Durée |
| --- | ---------------------- | ----- |
| 1.  | Boat                   | 3:05  |
| 2.  | Salt Water             | 3:59  |
| 3.  | Eyes Closed            | 3:14  |
| 4.  | Life Goes On           | 3:30  |
| 5.  | Dusty                  | 3:42  |
| 6.  | End of Youth           | 3:51  |
| 7.  | Colourblind            | 3:29  |
| 8.  | Curtains               | 3:44  |
| 9.  | Borderline             | 3:57  |
| 10. | Spark                  | 3:33  |
| 11. | Vega                   | 2:58  |
| 12. | Sycamore               | 2:50  |
| 13. | No Strings             | 2:54  |
| 14. | The Hills of Aberfeldy | 3:15  |

| Édition Deluxe | Édition Deluxe | Édition Deluxe | Édition Deluxe | Édition Deluxe | Édition Deluxe | Édition Deluxe | Édition Deluxe | Édition Deluxe | Édition Deluxe |
| No             | Titre          | Durée          |                |                |                |                |                |                |                |
| -------------- | -------------- | -------------- | -------------- | -------------- | -------------- | -------------- | -------------- | -------------- | -------------- |
| 15.            | Wildflowers    | 2:58           |                |                |                |                |                |                |                |
| 16.            | Stoned         | 3:17           |                |                |                |                |                |                |                |
| 17.            | Toughest       | 3:33           |                |                |                |                |                |                |                |
| 18.            | Moving         | 3:35           |                |                |                |                |                |                |                |
| 61:25          |                |                |                |                |                |                |                |                |                |

## Clips vidéos
- Eyes Closed : 24 mars 2023
- Boat : 21 avril 2023